# Jim Corbett National Park
Jim Corbett National Park é o mais antigo parque nacional da Índia e foi criada em 1936 como Hailey National Park para proteger o ameaçado tigre-de-Bengala. Ele está localizado no distrito de Nainital de Uttarakhand e foi nomeado após Jim Corbett, que desempenhou um papel fundamental na sua criação. O parque foi o primeiro a vir sob a proteção do Project Tiger.
O parque tem características ecológicas e geográficas dos contrafortes meridionais do Himalaia É um local eco-turístico, que contém 488 espécies diferentes de plantas e uma grande variedade de fauna. O aumento das atividades turísticas, entre outros problemas, continua a apresentar um sério desafio para o equilíbrio ecológico do parque.
O parque tem sido frequentado por turistas e amantes de animais selvagens por um longo período. A atividade turística só é permitida em áreas selecionadas do Corbett Tiger Reserve para que as pessoas tenham a oportunidade de ver a sua esplêndida paisagem e a fauna diversificada. Nos últimos anos o número de pessoas aumentou dramaticamente. Atualmente mais de 70.000 visitantes vêm ao parque anualmente. Ele compreende 520,8 km 2 de área com colinas, depressões pantanosas, pastagens e um grande lago. A elevação varia de 400 a 1.220 m. Maior variedade de árvores que podem encontrados aqui são sal, bambu, Rohini, etc. Uma densa floresta cobre quase 73% do parque. O qual abriga cerca de 110 espécies de árvores, 50 espécies de mamíferos, 580 espécies de aves e 25 espécies de répteis.